# التهاب الجيبة
التهاب الجيبة (pouchitis) وهو التهاب مستقيمة اصطناعية تنشأ جراحيا من نسيج الأمعاء اللفائفية في المرضى الذين خضعوا لعملية استئصال القولون، الذي يتم إنشاؤه لعلاج المرضى الذين يعانون من التهاب القولون التقرحي، والتهاب القولون الغير محدد أو داء السلاسل الغدي (FAB) أو التهاب قولون آخر.
تم اقتراح مجموعة متنوعة من الآليات الفيسيولوجية المرضية لالتهاب الجيب، ولكن السبب البيولوجي لا يزال مجهولا. وهناك دراسة تجريبية عن تأثير الحد من تناول نوع من أنواع الكبوهيدرات (FODMAP) على وظيفة الأمعاء في المرضى الذين لا يمتلكون القولون، تشير إلى احتمالية وجود علاقة بين التهاب الجيب وتناول هذا النوع من الكربوهيدرات، وتمت هذه الدراسة من قبل كرواغ C ، سيفيردSJ، بيريمان M، موير JG، جيبسون BR.
- انّ نسبة حدوث الحلقة الأولى من التهاب الجيب في 1 و 5 و 10 سنوات بعد العملية هو 15٪، 33٪ و 45٪ على التوالي.
-انّ المرضى الذين يعانون من هذا الالتهاب عادة يعانون أيضا من الإسهال الدموي، وصعوبة في تمرير البراز، أو عدم الراحة أثناء تمرير البراز، وفقدان الدم و / أو الجفاف الناجم عن البراز المتكرر وهذا غالبا ما يؤدي إلى الغثيان. ويمكن أن يحدث التشنج الشديد والألم.
التنظير في المرضى الذين يعانون من الالتهاب عادة يكشف احمرارية الغشاء المخاطي، وفقدان الأوعية الدموية الكاذبة أو أجزاء أخرى، وعن تفتيت الغشاء المخاطي. ويظهر في الخزعات أدلة على الخلايا الالتهابية أو خلايا الدم الحمراء في صفيحة بروبريا (lamina propria)

## التصنيف
بعد ان يتم تشخيص التهاب الجيب، يتم تصنيف نشاطه كما يلي:
1-غير نشط
2-معتدل إلى معتدل نشط (زيادة في تردد وصعوبة البراز، سلس البول).
3-نشط للغاية (يجب دخول المستشفى بسبب الجفاف، سلس البول).
وتعرف مدة الالتهاب بأنها حادة (أقل من أو تساوي أربعة أسابيع) أو مزمنة (أربعة أسابيع أو أكثر) وتصنف على أنها نادرة (1-2 الحلقات الحادة)، الانتكاس (ثلاث أو أقل من الحلقات) أو مستمرة. وأخيرا، فإن الاستجابة للعلاج الطبي تحدد عن طريق استجابة المريض للأدوية التي تم وصفها لحالته.

## العلامات والأعراض
تشمل أعراض الالتهاب زيادة تردد وصعوبة البراز، وسلس البول، والتسرب الليلي، والتشنج في البطن، وعدم الراحة في الحوض، وألم مفصلي.
شدة الأعراض لا ترتبط دائما مع شدة الاتهابات المبينة بالمنظار  ، بالإضافة إلى ذلك، هذه الأعراض ليست بالضرورة أن تكون محددة لالتهاب الجيب، قد تنشأ من اضطرابات التهابية أو وظيفية أخرى، مثل داء كرون للجيبة، التهاب الكفة، جيب الجيبة، أو متلازمة الجيبة المتهيجة. الأداة الأكثر موثوقية للتشخيص هو التنظير مع الميزات النسيجية المستمدة من خزعات الأنسجة التي تم الحصول عليها أثناء التنظير.

## العلاج
لا يوجد علاج معتمد سريريا لالتهاب الجيب  ، علاج الخط الأول عادة مع المضادات الحيوية، وتحديدا مع سيبروفلوكساسين وميترونيدازول  .أمبيسيلين أو بيبيراسيلين يمكن أيضا يمكن أن تعتبر بدائل ل سيبروفلوكساسين وميترونيدازول. انّ تناول ميترونيدازول في جرعة يومية عالية (20 ملغ / كغ) يمكن أن يسبب أعراض الأعصاب الطرفية في ما يصل إلى 85٪ من المرضى. هذا يمكن أن يكون عاملا مقيدا في استخدام ميترونيدازول لعلاج التهاب الجيب المزمن.
وتشمل العلاجات الأخرى التي ثبت أن تكون فعالة في التجارب السريرية العشوائية علاج البروبيوتيك (Probiotic)، والذي يبدأ عادة بمجرد الانتهاء من مسار المضادات الحيوية وذلك لإعادة الجيبة بالبكتيريا المفيدة، قد تكون بعض المواد البيولوجية، مثل الأجسام المضادة (anti-TNF) مفيدة أيضا، ولكن الأدلة على استخدامها محدودة إلى حد كبير. وبالإضافة إلى ذلك، هناك مناقشة للمرضى الذين يستخدمون منتديات الإنترنت ذات الصلة لتقديم دليل على فوائد بعض الأنظمة الغذائية، مثل نظام غذائي كربوهيدراتي محدد، حمية العصر الحجري القديم، والنظام الغذائي منخفض الفودماب(FODMAP). على وجه الخصوص، تم توجيه الانتباه إلى استبعاد الكربوهيدرات المعقدة، فضلا عن غيرها من الأطعمة ذات المحتوى عالي النشويات (مثل الحبوب والأرز والبطاطس) ، وبعض منتجات الألبان بما في ذلك الحليب والجبن الطري.

## الأبحاث
وقد استخدمت بعض العقاقير (التي تستهدف التهاب الجيب في التجارب السريرية)  التي تغلق ال mRNA وتلغي تنشيطه، وظيفة العقاقير هي الارتباط بال mRNA التي تنتجها الجينات وإلغاء تنشيطه، وتجعل هذا الجين غير فعال. وتكون فعالة في هذا الالتهاب لإيقاف العملية الالتهابية.